# 그리녹

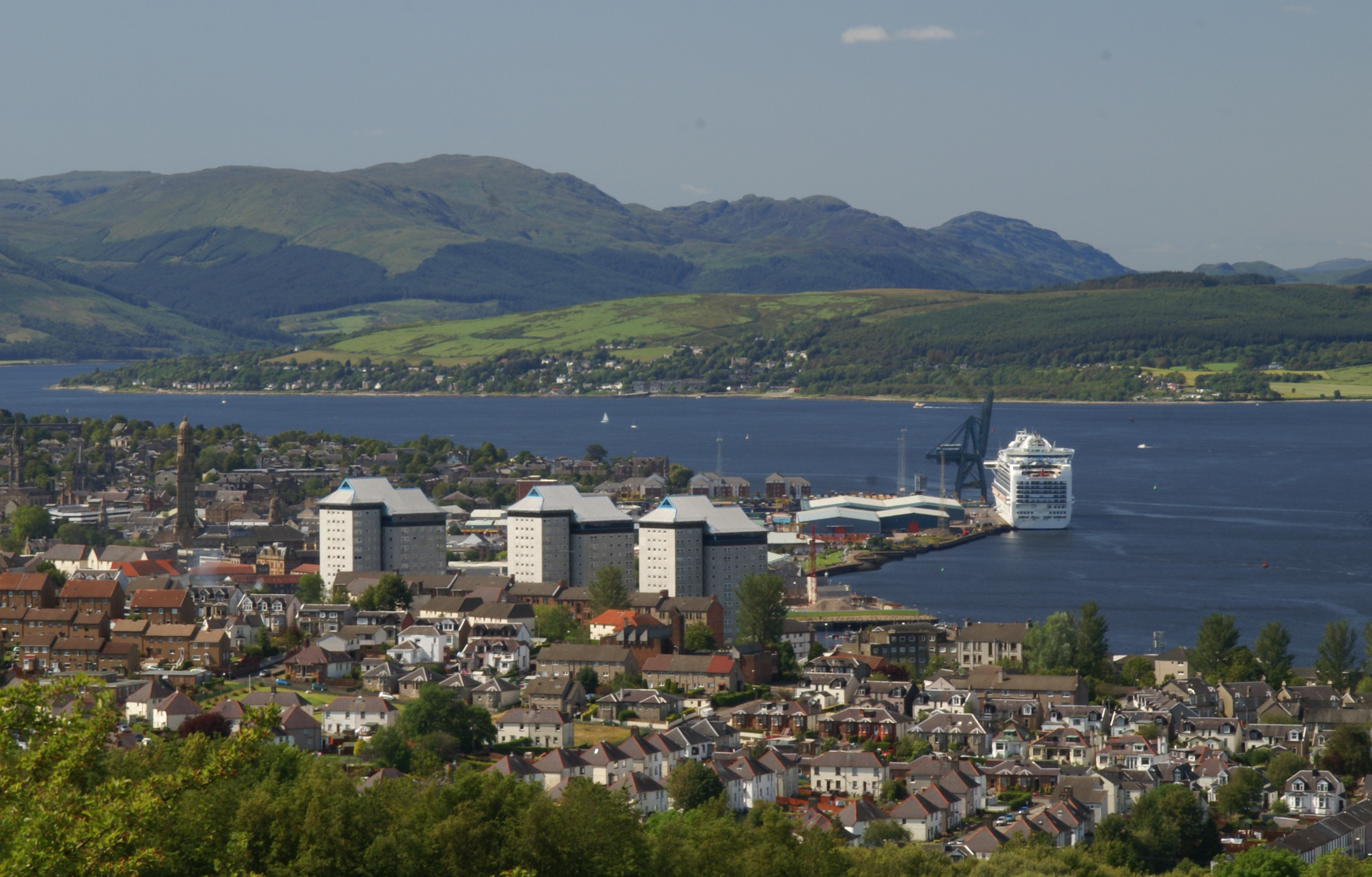
그리녹

그리녹(영어: Greenock)은 스코틀랜드 인버클라이드에 위치한 도시로, 인구는 45,467명이다. 발명가 제임스 와트가 태어난 곳이기도 하다.